# Cantón de Saint-Dier-d'Auvergne
El cantón de Saint-Dier-d'Auvergne era una división administrativa francesa, que estaba situada en el departamento de Puy-de-Dôme y la región de Auvernia.

## Composición
El cantón estaba formado por nueve comunas:
- Ceilloux
- Domaize
- Estandeuil
- Fayet-le-Château
- Saint-Dier-d'Auvergne
- Saint-Flour
- Saint-Jean-des-Ollières
- Tours-sur-Meymont
- Trezioux

## Supresión del cantón de Saint-Dier-d'Auvergne
En aplicación del Decreto nº 2014-210 de 21 de febrero de 2014, el cantón de Saint-Dier-d'Auvergne fue suprimido el 22 de marzo de 2015 y sus 9 comunas pasaron a formar parte; cinco del nuevo cantón de Billom y cuatro del nuevo cantón de los Montes de Livradois.